# Thamnium pusillum
Thamnium pusillum là một loài Rêu trong họ Neckeraceae. Loài này được (Bosch & Sande Lac.) Kindb. miêu tả khoa học đầu tiên năm 1902.